# Coppa del mondo di ciclismo su strada 1998
La Coppa del mondo di ciclismo su strada 1998 fu la decima edizione della competizione internazionale della Unione Ciclistica Internazionale. Composta da dieci eventi, si tenne tra il 21 marzo ed il 17 ottobre 1998. Venne vinta dall'italiano della Asics-CGA Michele Bartoli.
A differenza dell'edizione 1997, la Rochester International Classic venne sostituita con la HEW Cyclassics.

## Calendario
| Data       | Evento                           | Vincitore            | Squadra          | Leader della Cl. mondiale |
| ---------- | -------------------------------- | -------------------- | ---------------- | ------------------------- |
| 21 marzo   | Milano-Sanremo (1998)            | Erik Zabel           | Deutsche Telekom | Erik Zabel                |
| 5 aprile   | Giro delle Fiandre (1998)        | Johan Museeuw        | Mapei-Bricobi    | Stefano Zanini            |
| 12 aprile  | Paris-Roubaix (1998)             | Franco Ballerini     | Mapei-Bricobi    | Franco Ballerini          |
| 19 aprile  | Liegi-Bastogne-Liegi (1998)      | Michele Bartoli      | Asics-CGA        | Michele Bartoli           |
| 25 aprile  | Amstel Gold Race (1998)          | Rolf Järmann         | Casino           | Michele Bartoli           |
| 8 agosto   | Classica di San Sebastián (1998) | Francesco Casagrande | Cofidis          | Michele Bartoli           |
| 16 agosto  | HEW Cyclassics (1998)            | Léon van Bon         | Rabobank         | Michele Bartoli           |
| 23 agosto  | Gran Premio di Svizzera (1998)   | Michele Bartoli      | Asics-CGA        | Michele Bartoli           |
| 4 ottobre  | Paris-Tours (1998)               | Jacky Durand         | Casino           | Michele Bartoli           |
| 17 ottobre | Giro di Lombardia (1998)         | Oscar Camenzind      | Mapei-Bricobi    | Michele Bartoli           |

## Classifiche
| Pos. | Corridore           | Squadra     | Punti |
| ---- | ------------------- | ----------- | ----- |
| 1    | Michele Bartoli     | Asics-CGA   | 416   |
| 2    | Léon van Bon        | Rabobank    | 190   |
| 3    | Andrea Tafi         | Mapei       | 166   |
| 4    | Stefano Zanini      | Mapei       | 163   |
| 5    | Michael Boogerd     | Rabobank    | 146   |
| 6    | Andrei Tchmil       | Lotto       | 137   |
| 7    | Emmanuel Magnien    | F. des Jeux | 134   |
| 8    | Franco Ballerini    | Mapei       | 132   |
| 9    | Rolf Järmann        | Casino      | 111   |
| 10   | Frank Vandenbroucke | Mapei       | 111   |

| Pos. | Squadra            | Punti |
| ---- | ------------------ | ----- |
| 1    | Mapei-Bricobi      | 76    |
| 2    | Rabobank           | 56    |
| 3    | Casino             | 52    |
| 4    | Team Polti         | 50    |
| 5    | Française des Jeux | 40    |
| 6    | Lotto-Mobistar     | 32    |
| 7    | Asics-CGA          | 30    |
| 8    | Festina-Lotus      | 28    |
| 9    | Saeco-Cannondale   | 22    |
| 10   | TVM-Farm Frites    | 21    |